# Colonia Álamos
Colonia Álamos är en ort i Mexiko.   Den ligger i kommunen Jojutla och delstaten Morelos, i den sydöstra delen av landet, 90 km söder om huvudstaden Mexico City. Colonia Álamos ligger 914 meter över havet och antalet invånare är 267.
Terrängen runt Colonia Álamos är platt åt nordväst, men åt sydost är den kuperad. Runt Colonia Álamos är det tätbefolkat, med 319 invånare per kvadratkilometer. Närmaste större samhälle är Zacatepec, 0,79 km norr om Colonia Álamos. I omgivningarna runt Colonia Álamos växer huvudsakligen savannskog.